# Erhverv på nettet

erhverv på nettet, epn.dk, var en dansk erhvervsportal på internettet fra oktober 2006 og indtil oktober 2014. Erhvervsportalen var ejet af JP/Politikens Hus. I oktober 2014 blev portalen nedlagt og erstattet af finansportalen finans.dk. Finans.dk fungerer efter de samme principper som epn.dk, hvor der både var en sektion som krævede betaling og en sektion med gratis adgang.
Portalen beskæftigede sig blandt andet med børs-forretninger, økonomi, erhverv, samfund, finans, industri, handel, teknologi og kommunikation. Sitet havde sin egen redaktion, men indeholdte derudover også nyheder fra Morgenavisen Jyllands-Postens erhvervsredaktion. epn.dk overtog ved begyndelsen erhvervs-portalen Stox hvis erfaring i web-video man udnyttede til at producere egne indslag om nyheder i erhvervslivet.
Portalen blev på kort tid en af de mest besøgte erhvervssites på nettet, og konkurrerede blandt andet med Business.dk, der ejes af Berlingske Tidende.
epn.dk var en del af Jyllands-Postens øgede satsning på internettet, hvor også forbrugs-portalen fpn.dk indgik.

## Ekstern henvisning
- erhverv på nettets hjemmeside Arkiveret 3. november 2006 hos  Wayback Machine

| Internet | Spire Denne internet-relaterede artikel er en spire som bør udbygges. Du er velkommen til at hjælpe Wikipedia ved at udvide den. |